# Grande enquête sur la noblesse
La grande enquête sur la noblesse de 1666 (ou plus proprement dite « recherche des usurpateurs du titre de noblesse ») est une recherche de noblesse qui fut systématique en France, et eut une grande importance sous le règne du roi Louis XIV. Elle prit fin en 1727.

## Contexte
Depuis plusieurs décennies, les rois promulguaient presque chaque année (depuis les années 1580) des édits ou des déclarations visant à condamner à de lourdes amendes les usurpateurs des titres et privilèges réservés au second ordre.
Divers édits s’étaient succédé qui, soit prononçaient les marques visibles d’appartenance à la noblesse, tels le port de certaines étoffes de qualité, de l’épée, d’armoiries timbrées (c’est-à-dire sommées d’un casque ou d’une couronne héraldiques) ; soit interdisaient à certaines catégories de personnes de porter ces distinctions : roturiers et bourgeois, bâtards (enfants illégitimes) issus de père noble, etc.
L’appartenance à la noblesse, reconnue et sans marque de dérogeance, permettait à son bénéficiaire l’exemption complète de la taille personnelle (mais non de la taille réelle levée sur les terres roturières possédées par la noblesse), source importante d’argent pour le gouvernement royal, ainsi que de certains autres impôts comme le droit de franc-fief.
L’organisation du pays en provinces autonomes ayant parfois leur législation propre, leurs cours de justice et des aides, obligeait les rois de France à promulguer autant d’édits que de cas leur permettant de recouvrer des sommes non payées par les usurpateurs se faisant passer depuis parfois deux ou trois générations pour d’authentiques nobles et en ayant l’apparence (costume, épée, et parfois possession de seigneuries, etc.).
Par ailleurs, Henri IV et ses successeurs n’omirent pas de récompenser les véritables serviteurs de la couronne en leur permettant l’accès au second ordre, par des anoblissements individuels ou par des déclarations anoblissant une catégorie d’officiers (possesseurs d’un office).
En 1634-1635 eut lieu une recherche sur la noblesse, qui, en raison de sa date relativement lointaine, constitue une certaine sélection. Mais c'est la grande enquête de 1666, accomplie sous l'inspiration d'ordres particulièrement sévères de Louis XIV, et avec des garanties toutes spéciales d'intégrité, qui présentent pour les généalogistes l'intérêt le plus sérieux. Il est toutefois à noter que des provinces n'ont pas été concernées par ces grandes recherches : Lorraine (rattachée à la France en 1766), Artois, Flandre française, Hainaut français, Franche-Comté, Alsace, Roussillon, pays Pyrénéens. N'ont pas été également concernés les officiers alors en service. De plus ces recherches n'ont pas mis fin au processus d'agrégation à la noblesse.

## Règne de Louis XIV
Dès le début du règne personnel de Louis XIV (1661), et la mise en place de son gouvernement personnel avec l’aide du dévoué Jean-Baptiste Colbert, une révision quasi systématique de la qualité de noble fut envisagée, notamment par les arrêts de 1666 sur l’usurpation du titre de noblesse.
Déjà, dans une déclaration du 8 février 1661, Louis XIV avait fait porter le montant de l’amende à deux mille livres tournois, outre l’obligation d’effacer les traces visibles de noblesse pour les personnes incriminées dans le ressort de la Cour des aides de Paris (effacer les mentions du titre d’écuyer dans les actes, les timbres sur les armoiries peintes ou sculptées etc.). Dans la même déclaration, il confirmait toutefois, moyennant finance, la noblesse des anoblis depuis 1606. Le gouvernement multiplia ces déclarations à nouveau, dans les provinces. Le 22 juin 1664, une autre déclaration semblable fut énoncée, suivie le 27 février 1665 – et c’est nouveau – d’un règlement spécial sur l’exécution des recherches de noblesse dans les parties du royaume. Ces recherches furent progressivement réalisées par le fait d’enquêtes dans les paroisses, dans le ressort de chacune des élections composant les généralités, à la tête desquelles se trouvaient nommés des intendants des finances.
C’est pour cette raison que les intendants des années 1665-1674 sont les principaux auteurs des mémoires envoyés à Versailles et portant les noms des nobles « maintenus » dans la qualité de noble authentique, puis celles des personnes « renvoyées » au paiement de la taille.
Toutefois, voyant que les effets tardaient à se faire sentir, le roi réprimanda par un arrêt du Conseil d'État du roi du 1er juin 1665, les agents chargés des enquêtes de noblesse, notamment en raison de compositions (arrangements) ou connivences, suppressions de faux-titres (arrêt  du même conseil d’État du roi du 20 janvier 1667). Il est précisé que la recherche porte sur « ceux qui ont usurpé le titre de noblesse, pour les faire condamner au payement de l’amende et les faire employer au rôle des tailles, pour le soulagement des contribuables à icelles » . Il sursoit alors ses ordonnances, puis en ordonne la reprise sur de nouvelles bases dans un arrêt du 22 mars 1666 ; le même jour, par un second arrêt, il en porte l’application « dans toute l’étendue du royaume ». C’est pourquoi on date généralement de 1666 le début de cette grande recherche de noblesse.
À partir du 22 mars 1666 s’ensuivirent toute une série de mesures visant à contrevenir ceux qui, usant des édits et ordonnances de privilèges plus anciens des villes franches, cherchaient à s’y soustraire depuis 1661. En décembre 1660 sont supprimés les privilèges des maires et échevins des grandes villes et leur descendance, hors ceux anoblis avant 1600. En 1667 ce fut ensuite la révocation de la noblesse des anoblis par lettres depuis 1611 (cour des aides de Clermont-Ferrand ou Paris) ou 1614 (celle de Rouen) par exemple.
L'enquête se poursuivit jusqu'en 1674. Elle fut reprise de 1696 à 1727 et donnera lieu à un armorial général.
Dans les généralités, les années 1666 et 1667 furent donc l’occasion d’appliquer les recherches, donnant à l’historien ou à l'héraldiste une mine d’informations sur la noblesse française au XVIIe siècle à une date donnée, grâce à son caractère quasi systématique. Certaines seulement ont été publiées avec l'apparat critique qui les rend exploitables.

## Conditions d'obtention des maintenues de noblesse
Lors de la grande enquête sur la noblesse, le soin d'établir une distinction entre les vrais nobles et les usurpateurs de noblesse fut confié aux Intendants des provinces, et ces derniers déléguèrent, dans leurs ressort, des commissaires généraux chargés de vérifier les titres des familles.
Le but de ces officiers royaux étant strictement fiscal, ils ne cherchaient pas à trouver les preuves les plus anciennes comme c'est le cas pour l'attribution d'emplois nobles, mais les preuves suffisantes pour justifier le maintien ou le retrait d'exemptions fiscales. Ces preuves consistaient principalement dans la production des actes ou des contrats de mariage, ainsi que des actes de baptême pour chaque génération, afin d'établir la filiation naturelle et légitime. L'arrêt du Conseil du 19 mars 1667 décida que ceux qui avaient porté les qualifications nobles d'écuyer ou de chevalier depuis 1560 avec possession de fiefs nobles, emplois et services sans aucune trace de roture avant 1560 seraient maintenus comme nobles. Quant à ceux dont les qualifications nobles n'étaient accompagnées ni de fiefs portant hommage, ni de services nobles, on exigea d'eux deux cents ans de qualification noble, toujours sans trace de roture, ce qui faisait remonter à 1467 la recherche de leur filiation.
Les reconnaissances d'ancienne noblesse étaient le résultat des jugements favorables prononcés par les magistrats de province, en exécution des ordres du roi, et conformément à ses prescriptions. Ce sont ces jugements qui constituent ce qu'on appelle les maintenues de noblesse.
Les personnes condamnées pour usurpation avaient la possibilité de se pourvoir, dans les six mois, auprès du Conseil d'État, qui statuait en dernier ressort.
Par la suite, la Déclaration du roi du 16 janvier 1714, enregistrée à la Cour des Aides le 30 janvier 1714, limita la preuve à cent ans (au lieu de deux cents ans) ou quatre générations de port de qualifications nobles. Mais « on était déjà au temps où la noblesse se donnait et se reconnaissait avec une déplorable facilité » selon Jacques de Marsay. Aussi les jugements postérieurs à cette date sont-ils, du point de vue des preuves de l'ancienneté de la noblesse, peu concluantes. Toutefois, même si leur signification est souvent douteuse en ce qui concerne les origines, leur homologation par un jugement souverain donnent une preuve de noblesse régulière à ceux qui en bénéficièrent.
Des familles obtinrent des maintenues alors même qu'elles avaient été anoblies au cours du XVIIe siècle.

## Déroulement des recherches
La manière de procéder lors de la grande enquête sur la noblesse était la suivante : les intendants des provinces demandaient à tous les notaires et autres officiers royaux, de faire le relevé de tous les noms suivis ou précédés des qualifications nobles cités dans les minutes des actes qu'ils avaient dressés depuis les trente ou quarante dernières années. Cet état nominatif, dressé sous la responsabilité des officiers de la Cour des aides, l'était parfois par leurs commis sur les minutes des notaires. Les listes étaient ensuite ventilées par diocèse. Chaque personne mentionnée dans ces listes était assignée, c'est-à-dire qu'elle devait produire les titres justifiant sa noblesse. Tant qu'elle n'avait pas obtenu décharge (c'est-à-dire obtenu un jugement de maintenue) ou qu'elle n'avait pas payé l'amende à laquelle elle était condamnée, les intendants la traitant et leurs commis, ne lui laissaient aucun repos.
L'amende était fixée en 1696 à 2 000 livres ; mais si l'usurpateur se désistait, c'est-à-dire si, dès le début de la recherche, il se déclarait non noble, il payait une somme réduite, en général 600 livres. En plus de l'amende, il était exigé un remboursement d'indu calculé sur les montants de tailles ou d'autres impôts dont l'intéressé s'était vu exonéré du fait de son usurpation. S'il était condamné et s'il pouvait se prévaloir de sa pauvreté, il pouvait aussi obtenir une modération de l'amende.
Certaines familles ont prétendu que leurs ancêtres, ignorés des jugements de maintenue, avaient négligé de faire reconnaître leur noblesse lors des grandes recherches. Il est utile de mentionner que les familles ne sollicitaient pas leur maintenue, mais qu'elles étaient requises à fournir leurs preuves. Toutes les familles se prétendant nobles furent concernées, et cela quelle que soit leur renommée et leur illustration ; seuls les ducs et pairs, les grands officiers de la Couronne et les chevaliers de l'ordre du Saint-Esprit furent exemptés des recherches.
Certaines familles ont prétendu qu'il était fort onéreux d'obtenir un jugement de maintenue de noblesse. Or cette procédure d'office était gratuite pour tous ceux qui répondaient favorablement à la requête en justifiant de leur noblesse. L'opération n'était onéreuse que pour ceux qui faisaient défaut : outre l'amende qu'ils avaient à payer, ils se retrouvaient assujettis aux impositions dont ils s'étaient à tort vus exemptés.

## Appréciations contemporaines sur les jugements de maintenues de noblesse
Le vicomte de Marsay écrit : « La condition à laquelle la grande recherche assujettit la reconnaissance de la noblesse d'extraction (aucune trace de roture avant 1560) établit évidemment une sélection dans les familles françaises. S'il est vrai, en effet, qu'un certain nombre parvinrent sans doute à se faire comprendre indûment dans cette catégorie, en revanche, toutes celles qui furent alors éliminées comme ne satisfaisant pas à cette exigence doivent manifestement en être aujourd'hui écartées. Les faits qui militaient alors contre leurs prétentions s'élèvent toujours contre celles de leur descendance. ».
Dans l'ouvrage Nobiliaire des généralités de Montauban et d'Auch, et du pays de Foix... dressé sur titres originaux réunis par les intendants lors de la recherche des usurpateurs du titre de noblesse entre 1696 et 1718 il est écrit ceci : « Tous les arrangements sont d'ailleurs possibles pourvu qu'ils aient un intérêt financier » (...) « enfin, inévitablement, il y a toujours ceux qui échappent à la règle commune par protection. Ils sont assignés comme les autres, puisque les descendants de d'Artagnan eux-mêmes l'ont été, mais ils semblent devoir leur maintenue à la puissance de leur protecteur plutôt qu'à leurs parchemins, ou alors on ne prend aucune décision ».

## Satire
La grande enquête de 1666 a probablement inspiré la satire burlesque Le Huque des Faux Nobles écrite vers 1671 par Arnaud de Busquet